# Kostel svaté Máří Magdaleny (Deštné v Orlických horách)
Kostel svaté Máří Magdaleny je barokní kostel v Deštném v Orlických horách. Vznikl na základě projektu významného českého architekta italského původu Jana Blažeje Santiniho-Aichela na objednávku hraběte Františka Karla II. Libštejnského z Kolowrat v rozmezí let 1723–1725 jako novostavba na místě původního starého gotického kostela, který byl zmiňován už ve 14. století jako farní. Ačkoli však autorství Santiniho nelze v souvislosti s novostavbou kostela přímo archivně doložit, je přesto velmi nepravděpodobné, že by Santini nestál u samotného zrodu tohoto kostela. Ve prospěch jeho autorství totiž hovoří celá řada skutečností vyplývajících nejen ze Santiniho činnosti na panství Rychnov nad Kněžnou, ale taktéž ze slohového rozboru stavby. Kostel je chráněn jako kulturní památka České republiky.

## Historie
Obec Deštné v Orlických horách, v jejímž středu je kostel situován, byla založena v jednom z údolí dnešní Deštenské hornatiny před rokem 1350 a již před rokem 1362 spadala jako farní ves do vlastnictví cisterciáků z kláštera Svaté Pole u Třebechovic. Pro vznik barokního kostela nicméně sehrál důležitou roli až fakt, že 6. dubna 1640, ještě během třicetileté války, odkoupil rychnovské panství za 190 000 zlatých rýnských Albrecht Libštejnský z Kolovrat, čímž zahájil mimo jiné období významných stavebních počinů šlechtického rodu pánů z Kolowrat nejen v Rychnově nad Kněžnou, ale i v jeho blízkém okolí. Avšak samotné Deštné se společně s černíkovickým panstvím dostává po několika změnách vlastníků do majetku pánů z Kolowrat až v roce 1676 za hraběte Františka Karla I. Libštejnského z Kolowrat.
Změna držitelů se tedy následně konkrétně v Deštném projevila například nejen postupným přesunem tamní sklárny založené už roku 1595 až na úbočí Malé Deštné, ale i v podobě její sklářské produkce posléze se orientující na barokní luxusní sklo, tzv. kolowratský křišťál. V této souvislosti nelze opomenout ani zde působícího významného malíře skla a porcelánu Ignáce Preisslera, který byl zaměstnán ve službách hrabat z Kolowrat.
Vliv šlechticů z Kolowrat však samozřejmě našel odezvu i v jiných uměleckých oblastech – zejména však v architektuře. Zde se tedy dostáváme už k osobě Santiniho, který pro majitele rychnovsko – černíkovického panství hraběte Norberta Leopolda Libštejnského z Kolowrat a následně i jeho syny pracoval nejpozději roku 1704, přičemž přímo na rychnovském panství pak nepochybně od roku 1712. V samotném Rychnově byly stavby podle Santiniho projektů dokončovány až do roku 1725 a je více než pravděpodobné, že právě v souvislosti se zakázkami pro rychnovské panství vytvořil Santini někdy kolem roku 1720 i projekt pro kostel v Deštném, zřejmě i společně se zajímavě komponovaným oltářem.

## Popis
Jak vyplývá z životopisných dat Santiniho a zároveň z období realizace projektu daného kostela, jednalo se o dílo zařaditelné do pozdní mistrovy tvorby, která se konkrétně v tomto případě projevila v rámci kompozice kostela zvláštním chladným a racionálně hravým geometrismem Santiniho uvažování. Kostel je totiž jednolodím, jehož západní průčelí se však vyznačuje dvěma nakoso vytočenými hranolovými věžemi, mezi nimiž se nachází tříosý, konvexně vypnutý portikus členěný slepými arkádami. Ačkoli je tedy kostel v Deštném koncipován jako hloubková stavba, je ale primárně určen centrálním obrazcem, i když užitým ve zmnožení a diagonálním pootočení.
Interiér kostela je plochostropý, nachází se zde také dvoupatrová kruchta na pilířích podklenuta křížově a valeně s výsečemi. Presbytář, který je založen na příčně situovaném šestiúhelném půdorysu, je tedy v interiéru zakončen segmentově, avšak zevně naopak pravoúhle. Co se týče vnitřního vybavení kostela, sochařská výzdoba hlavního oltáře je dílem J. Hartmanna a datuje se do 18. století, zatímco dva boční tabulové oltáře sv. Jana Nepomuckého a Utrpení Páně jsou řazeny do první poloviny 18. století. V interiéru lze dále spatřit kazatelnu s figurálními reliéfy na řečništi, varhany z roku 1729, barokní kamennou křtitelnici, obrazy Křížové cesty z první poloviny 18. století a již ve venkovních prostorách nedaleko kostela i sousoší Panny Marie se sv. Josefem, Jáchymem a Annou z roku 1781.
Ze skutečnosti svědčících pro Santiniho autorství je na první pohled patrné výrazně redukované, nedekorativní a lineární tvarosloví stavby s hladkými a nečleněnými fasádami. Pozornost budí taktéž relativně nezvyklý půdorys jak kněžiště, tak ale i západní části kostela, který byl formován postupem kvadriangulace totožné s lodí kostela sv. Martina v Chrašicích, o jehož vznik se Santini zasloužil opět skrze vytvoření návrhu v bezprostředně předchozích letech.

## Fotogalerie

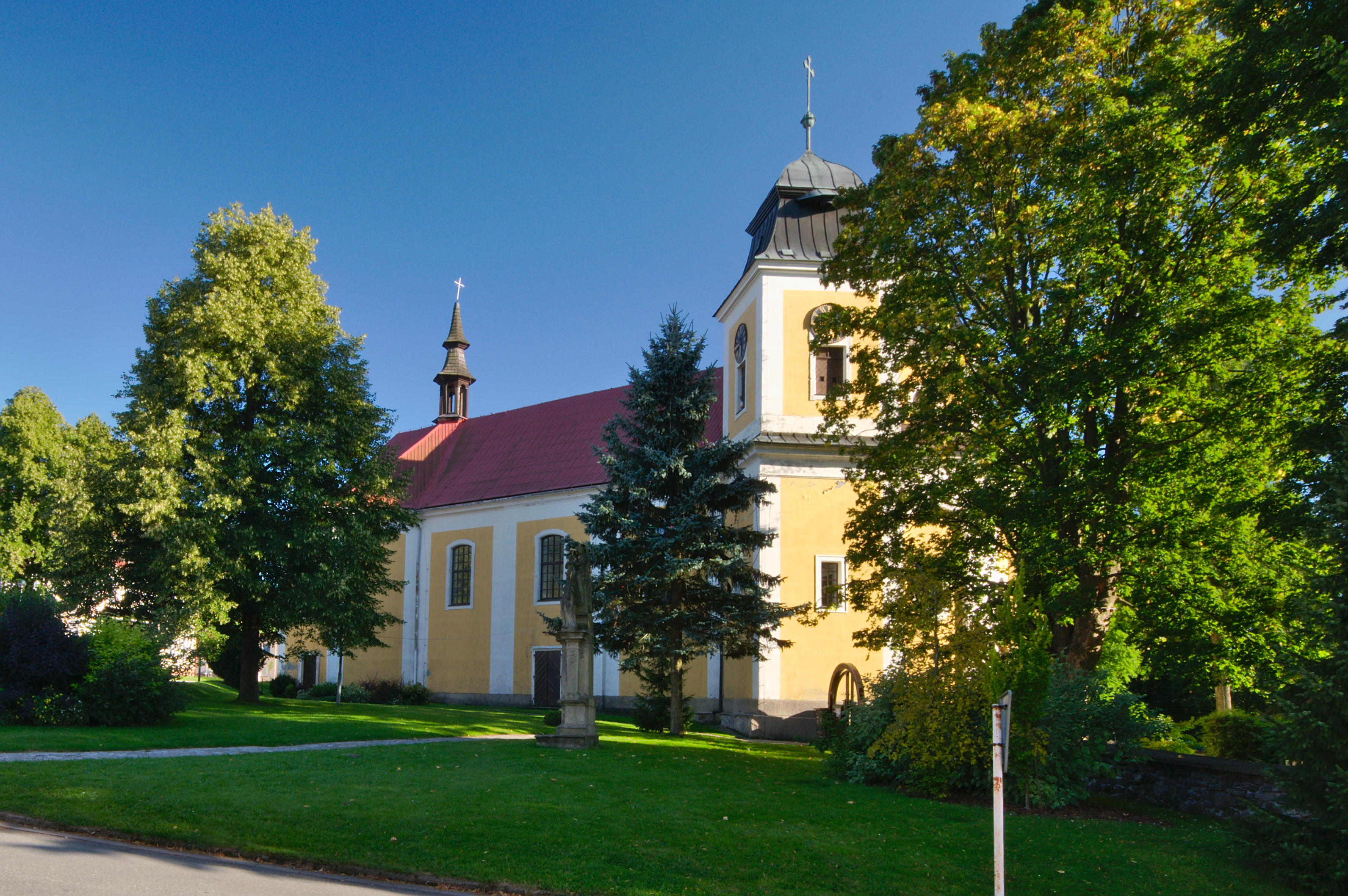
Boční pohled
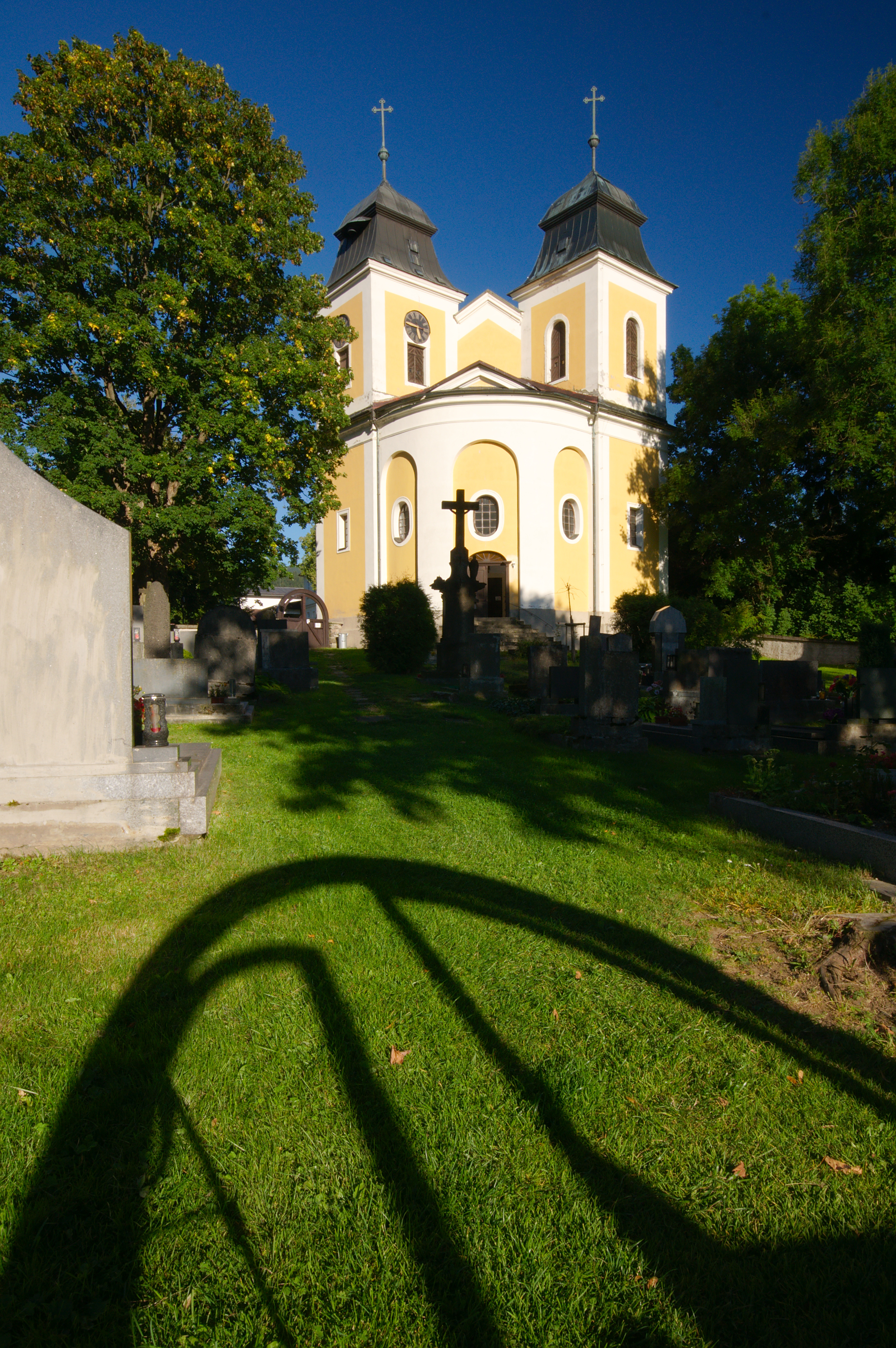
Čelní pohled
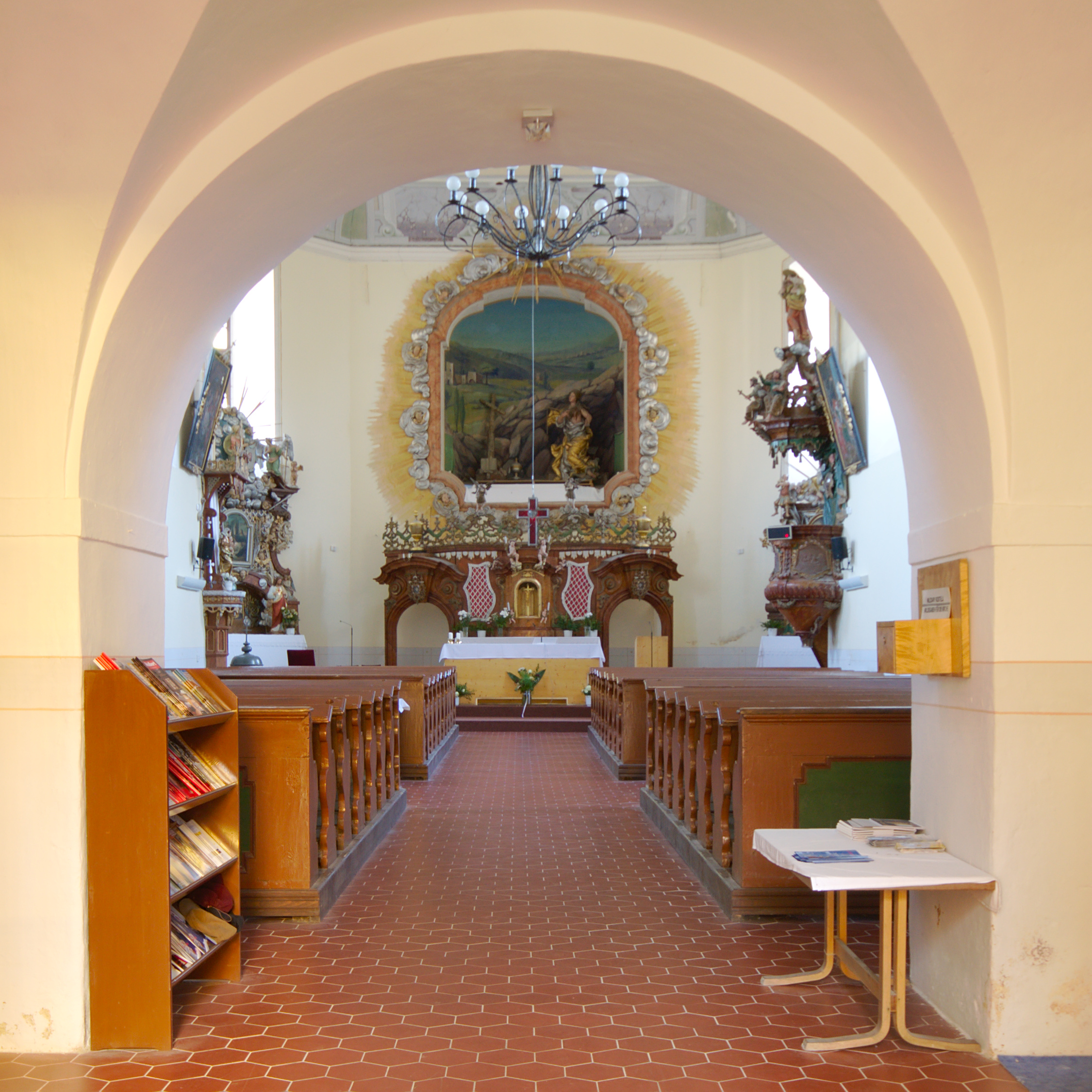
Interiér